# Instytut Komputerowych Systemów Automatyki i Pomiarów
Instytut Komputerowych Systemów Automatyki i Pomiarów – jednostka naukowo-badawcza Ministerstwa Przemysłu Maszynowego, powołana w celu prowadzenia prac naukowo-badawczych, rozwojowych oraz wdrożeń w zakresie nowoczesnych technologii komputerowych.

## Ustanowienie Instytutu
Na podstawie zarządzenie Prezesa Rady Ministrów z 1977 r. w sprawie utworzenia Instytutu Komputerowych Systemów Automatyki i Pomiarów powołano Instytut.
Powstający Instytut przejął majątek oraz prawa i zobowiązania Ośrodka Badawczo-Rozwojowego Komputerowych Systemów Automatyki i Pomiarów "Mera-Elwro"
Powołanie Instytutu pozostawało w ścisłym związku z ustawą z 1961 r. o instytutach naukowo-badawczych.

## Przedmiot działania Instytutu
Przedmiotem działania Instytutu było:
- prowadzenie prac naukowo-badawczych i rozwojowych oraz wdrożeniowych w dziedzinie projektowania i stosowania komputerowych systemów automatyzacji procesów technologicznych, pomiarowych, produkcyjnych i systemów przetwarzania danych,
- prowadzenie prac w dziedzinie wybranych środków technicznych dla tych systemów,
- prowadzenie prac badawczo-rozwojowych i wdrożeniowych w zakresie technologii systemów komputerowych,
- zapewnienie wpływu nauki na praktykę gospodarczą,
- stałe podnoszenie jakości i nowoczesności wybranych dziedzin produkcji.

## Nadzór nad Instytutem
Nadzór nad Instytutem sprawował Minister Przemysłu Maszynowego.

## Siedzibą Instytutu
Siedzibą Instytutu był Wrocław.

## Dyrektor Instytutu
- Bronisław Piwowar[3]